# Rhamphochromis lucius
Rhamphochromis lucius är en fiskart som beskrevs av Ahl 1926. Rhamphochromis lucius ingår i släktet Rhamphochromis och familjen Cichlidae. IUCN kategoriserar arten globalt som livskraftig. Inga underarter finns listade i Catalogue of Life.